# 309917 Sefyani
309917 Sefyani è un asteroide della fascia principale. Scoperto nel 2009, presenta un'orbita caratterizzata da un semiasse maggiore pari a 2,6423029 au e da un'eccentricità di 0,0966272, inclinata di 15,03423° rispetto all'eclittica.